# 早川 (糸魚川市)
早川（はやかわ）は、新潟県糸魚川市を流れる河川。二級水系の本流。

## 地理
新潟県糸魚川市大平の新潟焼山および火打山に源を発し北に流れ、糸魚川市梶屋敷で日本海に注ぐ。

## 歴史
- 989年とその前後には新潟焼山が噴火。「早川火砕流」と呼ばれる大火砕流が流下した。その後、1361年、1773年の噴火でも火砕流が流下し、その都度、溶岩流や火砕流堆積物により早川流域は壊滅状態となった[1]。

## 流域の自治体
新潟県
糸魚川市

## 流域の観光地
- 糸魚川ジオパーク
- 新潟焼山登山口
- 笹倉温泉（新潟県糸魚川市大平）
- 焼山温泉スキー場（新潟県糸魚川市大平）
- 焼山温泉（新潟県糸魚川市大平）
- 月不見の池（新潟県糸魚川市上出）

## 水力発電
- 東北電力早川発電所 - 1912年運転開始　最大出力2,510kW、使用水量4.45㎥、有効落差71.20m。
- 東北電力北山発電所 - 1983年運転開始　最大出力7,100kW、使用水量10.00㎥、有効落差85.90m。
- 黒部川電力笹倉第二発電所 - 1977年運転開始　最大出力10,200kW、使用水量7.00㎥、有効落差176.00m。